# Andreas Laudrup
Pour les articles homonymes, voir Laudrup.
Andreas Laudrup est un ancien footballeur danois, né le 10 novembre 1990 à Barcelone. Il évoluait au poste d'ailier gauche.
Andreas est le fils de l'ancien international danois Michael Laudrup, son oncle est Brian Laudrup, et son grand-père est Finn Laudrup.
Son frère Mads Laudrup n'a pas connu la même réussite que lui, jouant depuis quelques années en divisions inférieures danoises après avoir échoué au FC Copenhague.

## Biographie

### FC Nordsjælland
Andreas Laudrup commence sa carrière professionnelle en 2009-2010 avec le FC Nordsjælland, où il joue 15 matchs et inscrit 1 but. La saison suivante, il dispute 23 matchs pour 3 buts marqués, avant de jouer, lors de la saison 2011-2012, 27 matchs, et d'y inscrire deux buts. Il est sacré champion du Danemark en 2012. En 2012-2013, il dispute 16 matchs et signe 2 buts, avant d’être prêté à l'ASSE le 10 janvier 2013.

### Saint-Étienne
Le 10 janvier 2013, il est prêté à Saint-Étienne par le FC Nordsjælland pour une durée de six mois, avec option d'achat. Il ne dispute finalement qu'un match, face à Meaux, en Coupe de France. L'option d'achat n'est pas levée. 

## Palmarès
- FC Nordsjælland
  - Champion du Danemark en 2012
  - Vainqueur de la Coupe de Danemark en 2010 et 2011

## Statistiques
| Saison    | Club             | Pays         | Championnat        | Coupes nationales | Coupes d'Europe       | Danemark |
| --------- | ---------------- | ------------ | ------------------ | ----------------- | --------------------- | -------- |
| 2008-2009 | FC Nordsjælland  | SAS Ligaen   | 3 matchs           | -                 | -                     | -        |
| 2009-2010 | FC Nordsjælland  | SAS Ligaen   | 16 matchs / 1 but  | ?                 | -                     | -        |
| 2010-2011 | FC Nordsjælland  | SAS Ligaen   | 23 matchs / 3 buts | ?                 | 2 matchs (C3)         | -        |
| 2011-2012 | FC Nordsjælland  | SAS Ligaen   | 27 matchs / 2 buts | ?                 | 2 matchs / 1 but (C3) | -        |
| 2012-2013 | FC Nordsjælland  | SAS Ligaen   | 16 matchs / 2 buts | 1 match           | 4 matchs (C1)         | -        |
| 2012-2013 | AS Saint-Étienne | Ligue 1      | -                  | 1 match           | -                     | -        |
| 2013-2014 | FC Nordsjælland  | SAS Ligaen   | -                  | -                 | -                     |          |
| 2014-2015 | AGF Århus        | 1st Division | 12 matchs          | -                 | 1 match               | -        |

Dernière mise à jour le 12/04/2017